# 李志毅
李志毅（英語：Li Chi Ngai），香港电影导演，主要拍摄爱情婚姻题材的作品。

## 生平
李志毅在加拿大讀大學，修讀藝術。因為鍾情電影，他畢業後到英國倫敦電影學院進修電影。1984年他以美术指导的身份进入电影行业。1987年，電影《血衣天使》臨時更換導演，由此李志毅開始擔任電影導演。1991年《婚姻勿語》是他自編自導的作品，獲1992年香港電影金像獎最佳劇本提名。
1990年代初，他與曾志偉、陳可辛、張之亮及阮世生創立電影人製作有限公司（UFO）。李志毅編導的《風塵三俠》獲提名1994年香港電影金像獎最佳導演及最佳劇本。此後他的作品還有《救世神棍》、《流氓醫生》、《天涯海角》、《不夜城》等。

## 电影
- 血夜天使 (1988)（導演）[1]
- 玩命雙雄 (1990)（編劇）
- 雙城故事 (1991)（編劇）
- 婚姻勿语 (1991)（導演、編劇）[1]
- 誓不忘情 (1992)（編劇）
- 記得香蕉成熟時 (1993)（編劇）
- 風塵三俠 (1993)（導演、編劇），与陈可辛联合导演
- 新难兄难弟 (1993)（導演、編劇），与陈可辛联合导演[1]
- 等著你回來 (1994)（編劇）
- 金枝玉葉 (1994)（編劇）
- 流氓醫生 (Mack the Knife) (1995)（導演、編劇）[1]
- 救世神棍 (1995)（導演、編劇）[1]
- 天涯海角 (1996)（導演、編劇），1997年香港电影金像奖最佳编剧提名[1]
- 不夜城 (1998)(香港與日本合拍電影)（導演、編劇）[1]
- 魔幻廚房 (2004)（導演、編劇）[1]
- 舞吧！昴(非常舞者)(2009)(日本電影)（導演、編劇）[1]
- 迷離夜(《放手》小段)(2013)（導演、編劇）[1]
- 盜馬記 (2014) （導演 編劇）

## 獎項
| 年份 | 頒獎典禮              | 作品                               | 獎項         | 結果 |
| ---- | --------------------- | ---------------------------------- | ------------ | ---- |
| 1992 | 第11屆香港電影金像獎  | 《婚姻勿語》                       | 最佳編劇     | 提名 |
| 1992 | 第11屆香港電影金像獎  | 《雙城故事》(與黃炳耀合編)         | 最佳編劇     | 提名 |
| 1994 | 第13屆香港電影金像獎  | 《風塵三俠》(與陳可辛合導)         | 最佳導演     | 提名 |
| 1994 | 第13屆香港電影金像獎  | 《風塵三俠》(與阮世生、陳慶嘉合編) | 最佳編劇     | 提名 |
| 1994 | 第13屆香港電影金像獎  | 《記得香蕉成熟時》                 | 最佳編劇     | 提名 |
| 1995 | 第14屆香港電影金像獎  | 《金枝玉葉》(與阮世生合編)         | 最佳編劇     | 提名 |
| 1996 | 第1屆香港電影金紫荊獎 | 《流氓醫生》                       | 最佳導演     | 提名 |
| 1996 | 第1屆香港電影金紫荊獎 | 《救世神棍》(與阮世生、林愛華合編) | 最佳編劇     | 提名 |
| 1997 | 第16屆香港電影金像獎  | 《天涯海角》                       | 最佳編劇     | 提名 |
| 1997 | 第2屆香港電影金紫荊獎 | 《天涯海角》                       | 最佳編劇     | 提名 |
| 2004 | 第41屆金馬獎          | 《魔幻廚房》                       | 最佳改編劇本 | 提名 |